# Montfort-sur-Argens
Montfort-sur-Argens egy község Franciaországban, Var megyében a Provence-Alpes-Côte d’Azur régióban. Lakosainak száma 1464 fő (2022. január 1.). Montfort-sur-Argens Cotignac, Carcès és Correns községekkel határos.

## Fekvése
Draguignantól délnyugatra fekvő település. A várost az Argens folyó és annak mellékfolyója a Ribeirotte szeli át.

## Története
Montfort nevét a tizenharmadik században említették először az oklevelek, Mons Fortis és a Monte Forti változatokban. Később a város neve Montfort-sur-Argens lett, az Argens folyóról. A helyi lakosok  Montfortais néven nevezik.
1197-ben a település ura Fulk Ponteves Montfort-sur-Argens-t a templomos lovagoknak adományozta, majd 1207-ben II. Alfonso Montfort-sur-Argens várát adományozta ugyancsak a templomos lovagoknak. A keresztes hadjáratok idején Montfort-sur-Argens fontos szerepet játszott Argens és Verdon szerzetes katonái között.
1308-ban a templomopsok eltűnése után vára a Jeruzsálemi Szent János lovagrend Kórháza lett.
1793-ban a francia forradalom idején vára börtön lett.

## Népesség
| Lakosok száma | 1283 | 1311 | 1347 | 1349 | 1385 | 1420 | 1456 | 1466 | 1464 |
|               | 2013 | 2015 | 2016 | 2017 | 2018 | 2019 | 2020 | 2021 | 2022 |

## Gazdaság
Montfort-sur-Argens lakosainak fő foglalkozása a szőlőtermesztés, a kézművesség és az idegenforgalom.

## Nevezetességek
- Kastély és a Szent Balázs-kápolna. A templomosok a johanniták a Jeruzsálemi Szent János, majd a Máltai Lovagrendé volt. Az első vár, építése a tizenkettedik és tizenharmadik századra nyúlik vissza, mely a tizennegyedik század végén megsemmisült, alagsora azonban máig megmaradt. A tizennegyedik században átépítették, majd a tizenhatodik és tizennyolcadik században újból átalakították. A kastély jelenleg magántulajdon.
- Szent Balázs-templom
- Óratorony (Clock Tower)
- Old Town

## Itt születtek, itt éltek
- Joseph Lambot (1814-1887) - A megerősített cement (vasbeton) feltalálója Montfort-sur-Argensben született
- Sauvaire Henri (1831-1896) - Numizmatikus, orientalista fotós itt halt meg Montfort-sur-Argensben
- Octave Vigne (1867-1945) - politikus Montfort-sur-Argensben született

## Galéria

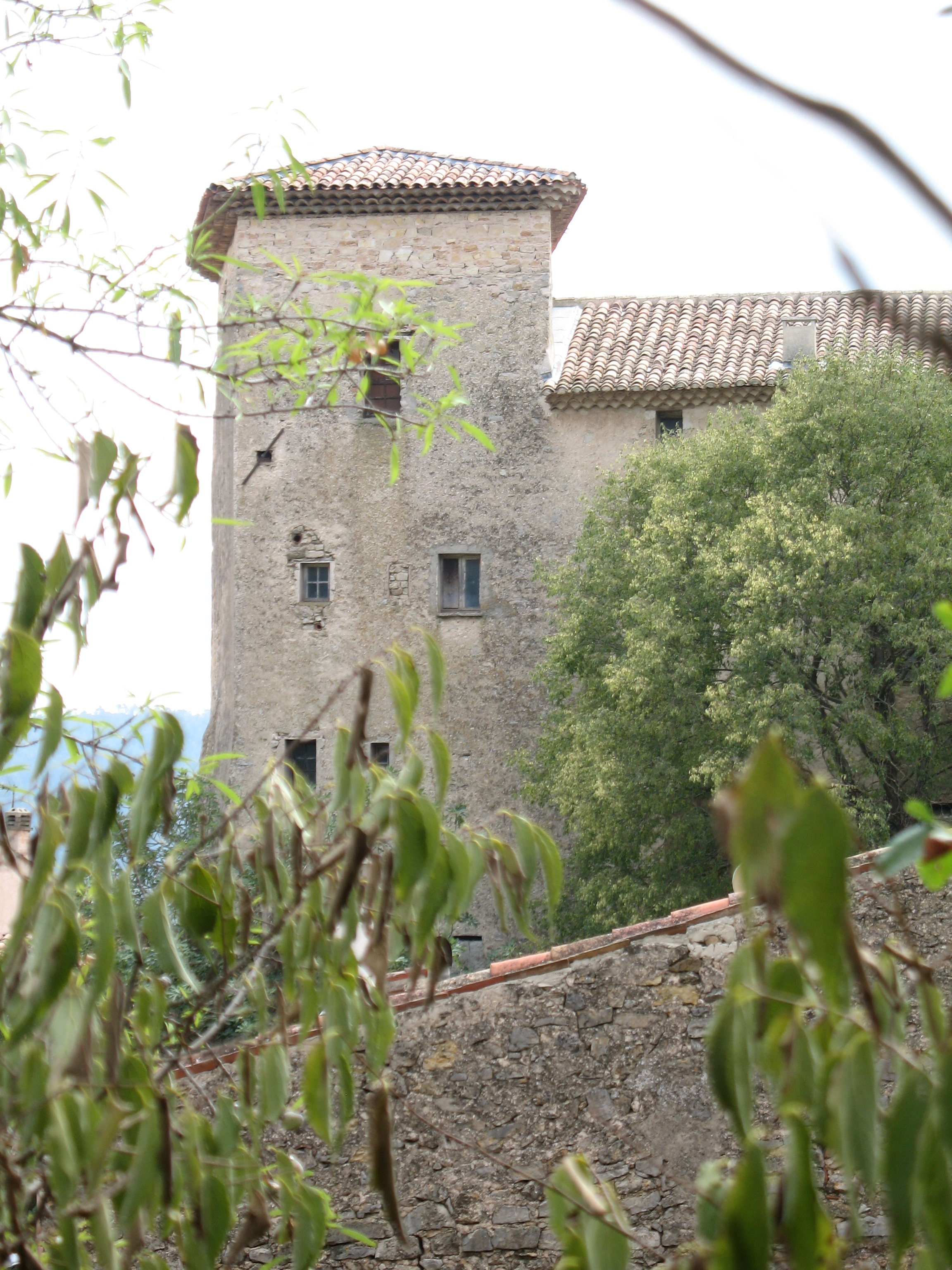
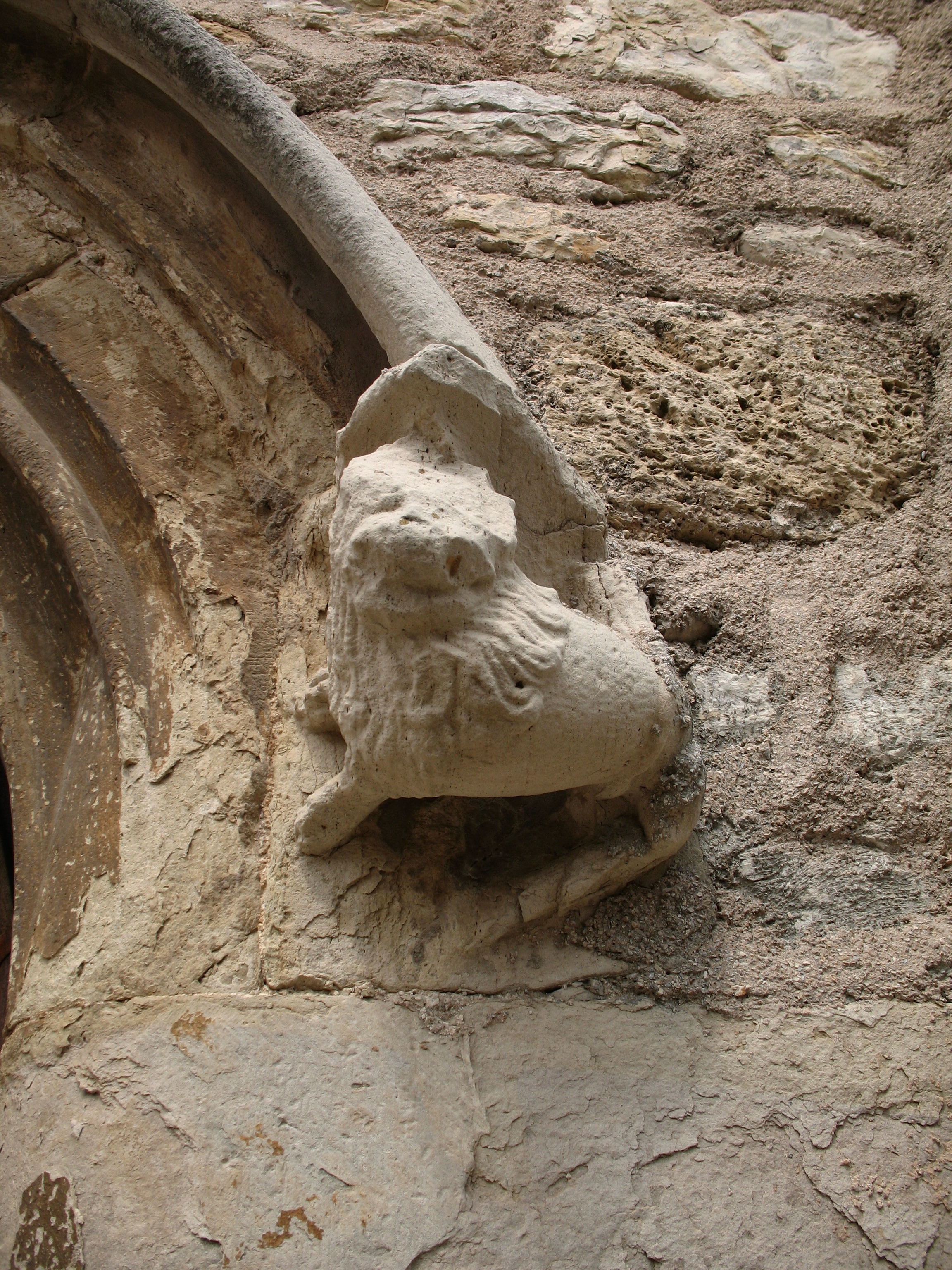
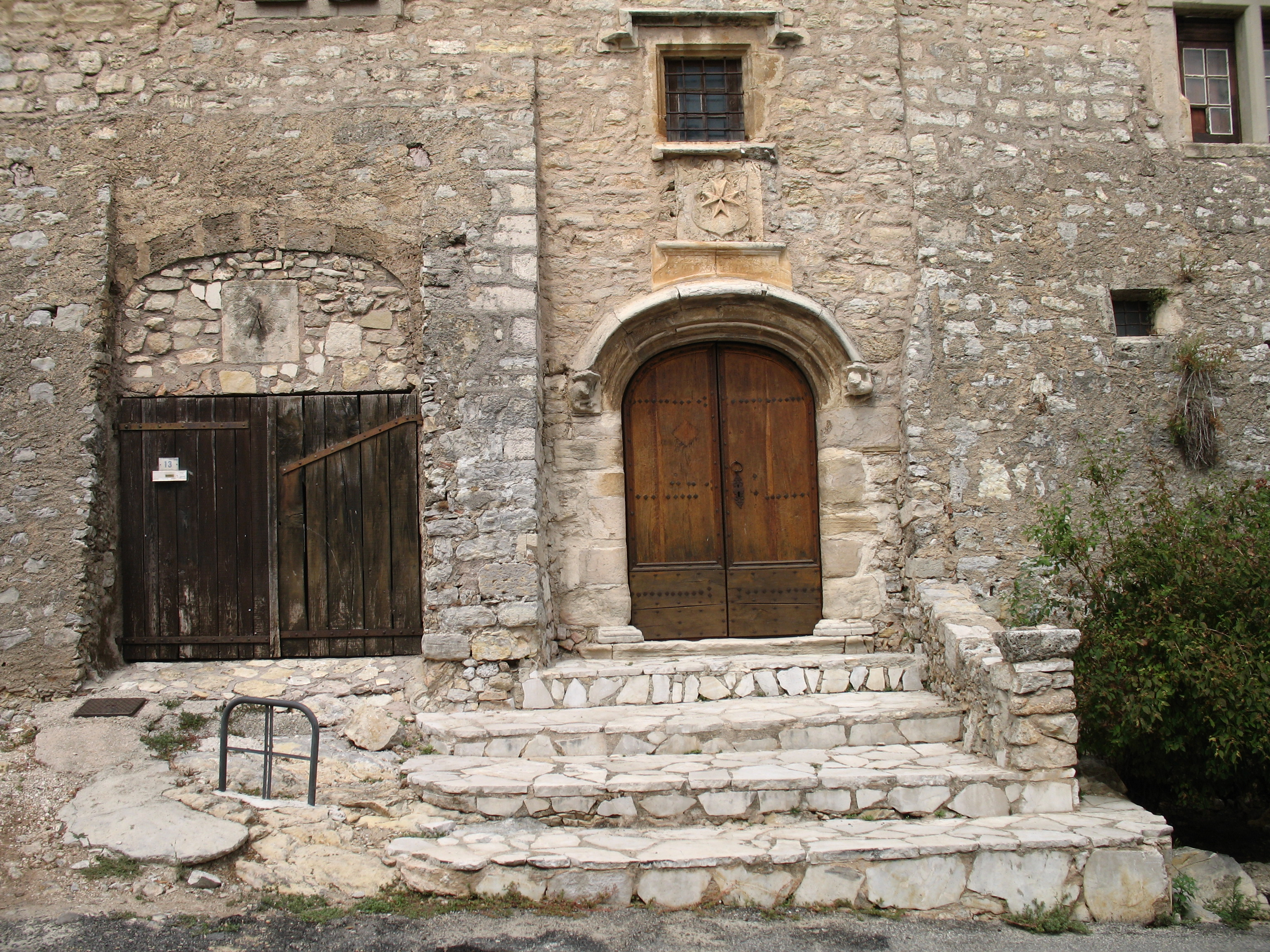
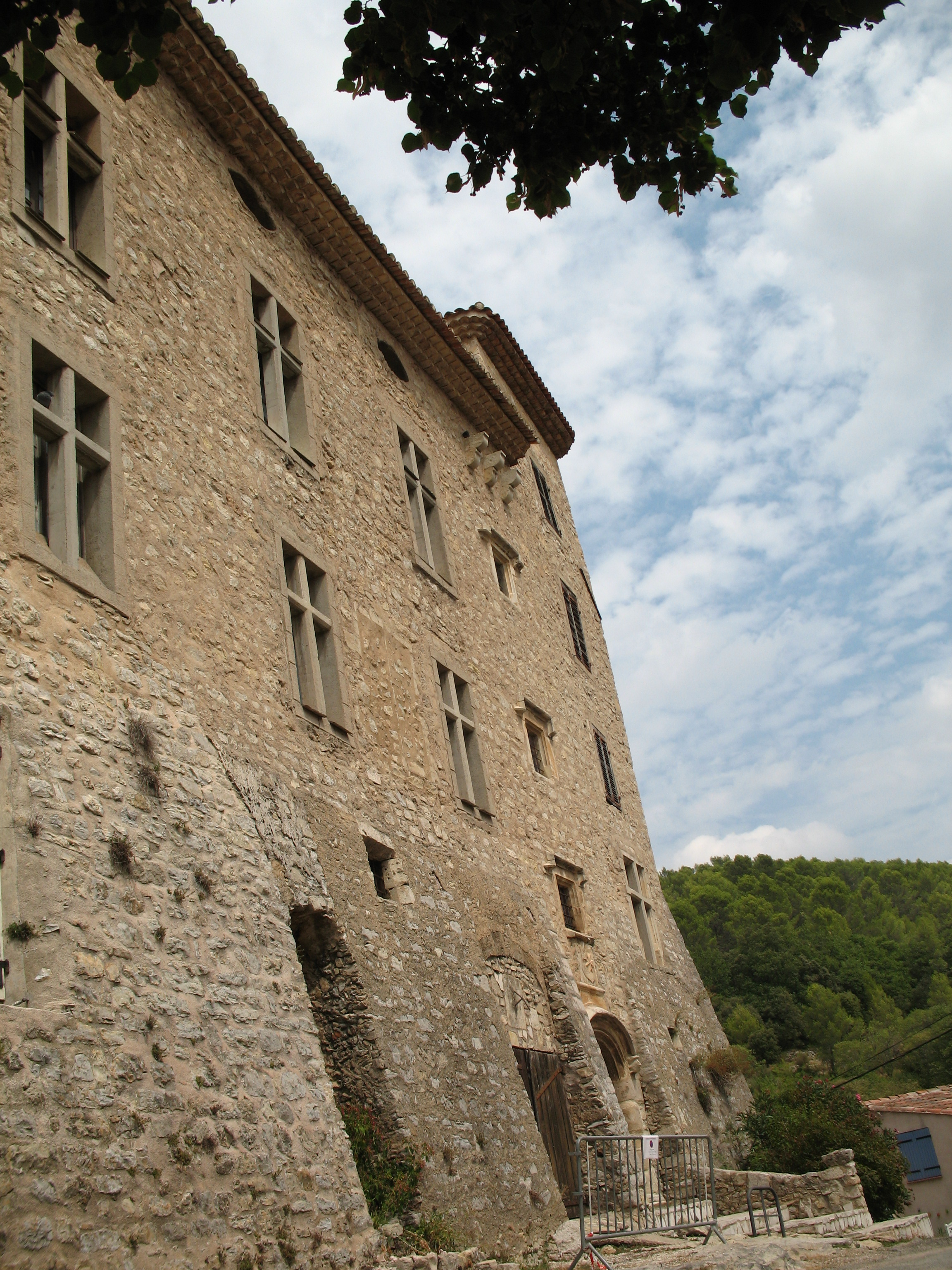
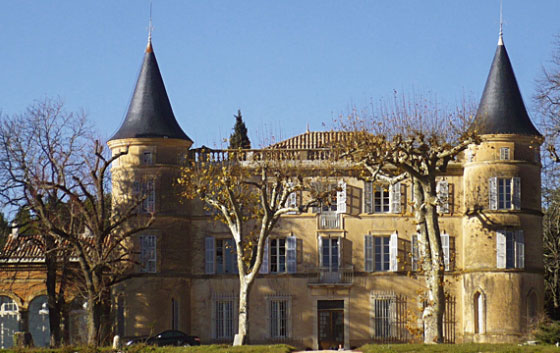